# 单卷
单卷又名善卷、亶卷，人稱之為单父。相传是东夷的一位氏族首领，活跃在今山东省单县一带，也是单县得名的由來。宋真宗赐名“遁世高蹈先生”。
單卷是唐尧、虞舜二天子的帝師，单卷很有才德，唐尧以弟子禮待之 。

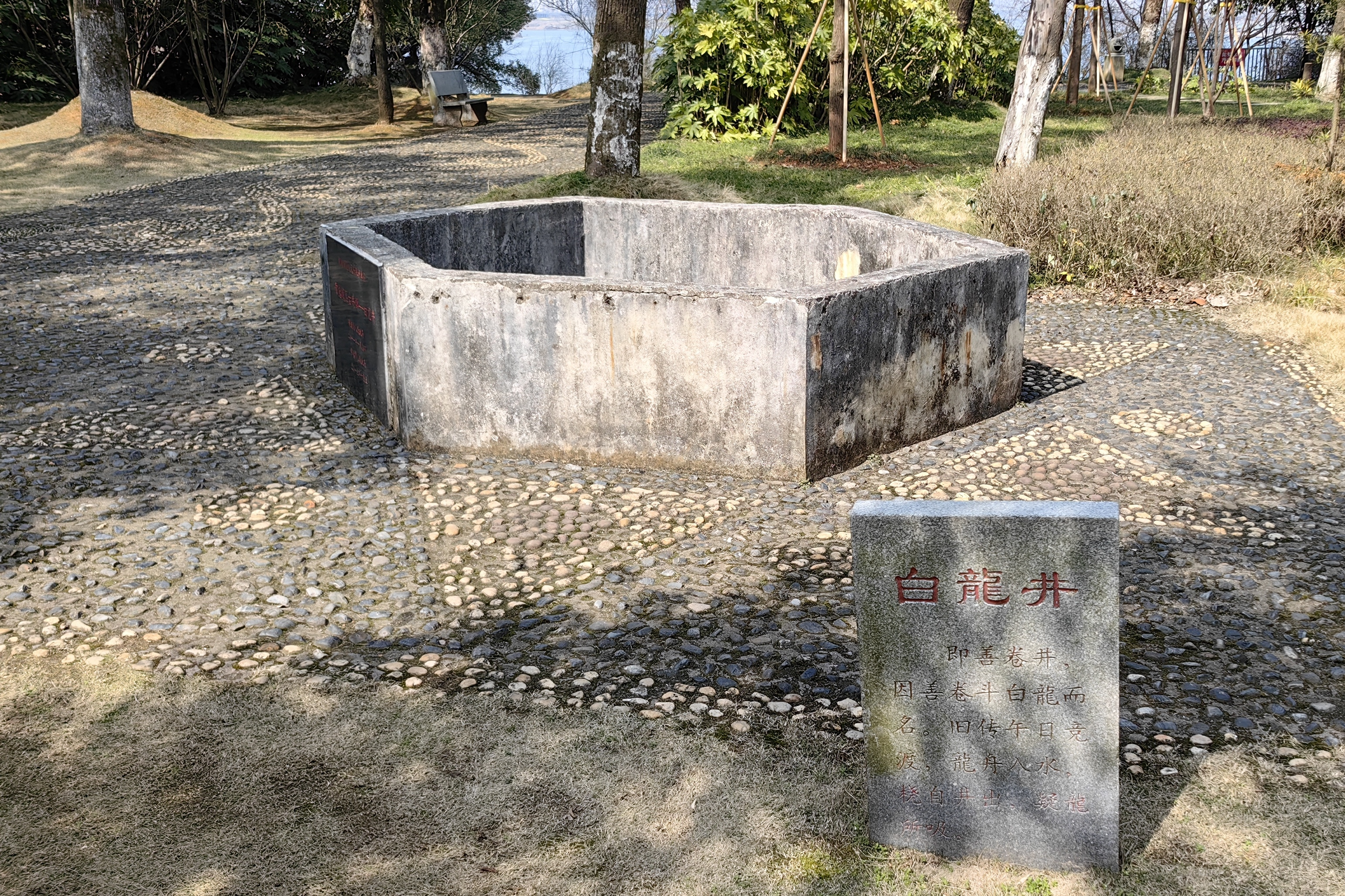
白龙井，传说善卷曾在此斗白龙

相傳舜曾經打算禪讓帝位給他，單卷拒絕，還躲入深山之中。江蘇傳說他遁入單卷洞。

## 註腳
1. ↑  《路史》载：“单父为舜师单卷所居，故称单父。
2. ↑  《吕氏春秋·下贤》：“尧不以帝见善卷，北面而问焉。尧，天子也；善卷，布衣也。何故礼之若此其甚也？善卷，得道之士也，得道之人，不可骄也。尧论其德行达智而弗若，故北面而问焉，此之谓至公”
3. ↑  《莊子·讓王》：舜以天下讓善卷，善卷曰：「余立於宇宙之中，冬日衣皮毛，夏日衣葛絺；春耕種，形足以勞動；秋收斂，身足以休息；日出而作，日入而息，逍遙於天地之間而心意自得。吾何以天下為哉？悲夫！子之不知余也！」遂不受。於是去而入深山，莫知其處。